# Cymophane Productions
Cymophane Productions var et pladeselskab stiftet af den norske black metal-musiker Varg Vikernes. 
Selskabet blev stiftet efter uenighed med ejeren af pladeselskabet Deathlike Silence Productions (som havde udgivet debutalbummet for Vikernes' black metal-projekt Burzum) Øystein Aarseth. Cymophane nåede at udgive 950 eksemplarer af Burzums andet album, Det Som Engang Var, før Vikernes blev arresteret og sigtet for mordet på Aarseth. Vikernes' efterfølgende problemer med at drive et pladeselskab fra fængslet førte indirekte til dannelsen af det britiske pladeselskab Misanthropy Records, som overtog distributionen af Burzums udgivelser, og alle efterfølgende Burzum-udgivelser frem til 2000 bærer derfor både Cymophanes logo og EYE-katalognummer, såvel som Misanthropys detaljer.